# 如胜

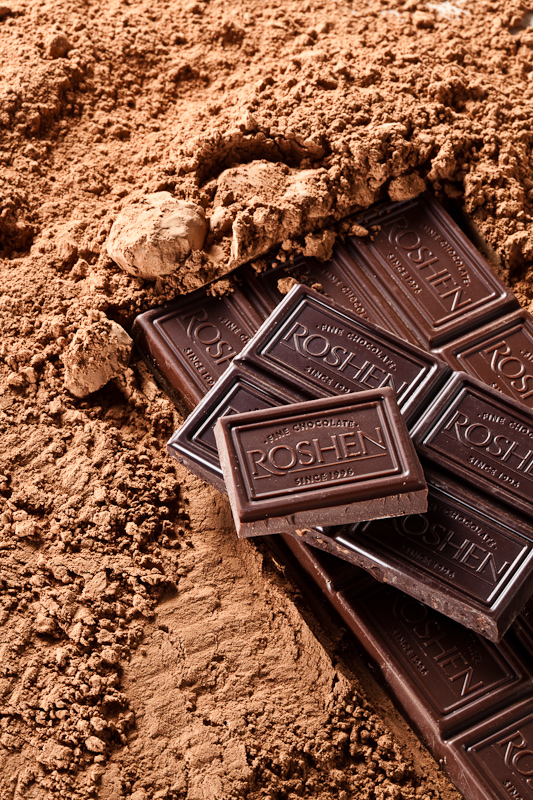
如胜巧克力

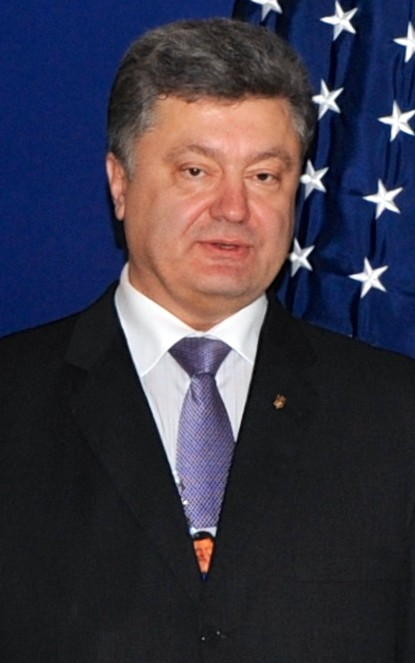
如胜集团创始人——彼得·波罗申科

如胜糖果集团（羅馬化：Kondyterska korporatsiia "Roshen"）是欧洲最大的糖果生產製造企业之一，创始人为前乌克兰总统彼得·波罗申科。

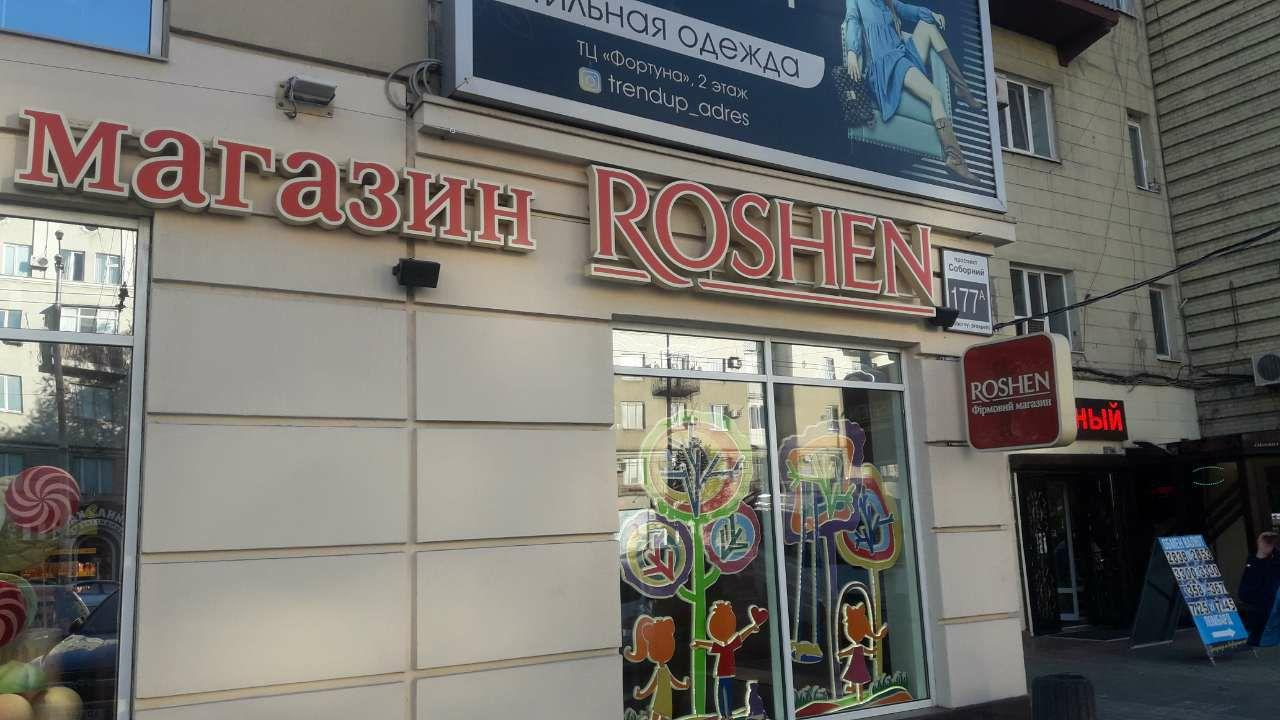

如胜糖果集团生产约200种糖果类食品：顶级巧克力、牛奶硬糖、果汁硬糖、酒心巧克力糖、威化、曲奇饼干、海绵蛋糕、糕点。每年的产量已经达到410000吨。2011年，如胜糖果集团居全球100家最大的糖果企业之第15位。
如胜集团拥有在乌克兰境内的4个工厂（基辅、文尼察、伊萬基夫以及克雷門丘克），还有利佩茨克糖果厂的2个生产基地（俄罗斯），克莱佩达港糖果厂（立陶宛）和为集团生产提供天然优质原料的奶油企业“BERSHAD”牛奶工厂和“LITYNSKY”奶牛育种工厰。
如胜部分商品的市场占有率正在不断提升。近3年来，尽管市场竞争正变得越发激烈，零售渠道的自有品牌也构成了越来越大的威胁，但是如胜板块巧克力的市场占有率从10%增长到35%，散装糖果由25%增至55%。以300品种公布的情况来看，如胜产品在零售端的铺货率达到80%，在乌克兰糖果制造业内最高。

## 產權變更
彼得·波羅申科在当选烏克蘭總統後，依照法律須將其公司主導權轉交給其他人員或公司，但未能夠像川普集團找到合適者。